# The 6th gate
The 6th gate is een single uit 2000 van de Belgische dance-act D-Devils. Het nummer was een hit in verschillende Europese landen, waaronder Denemarken en Griekenland. In Vlaanderen haalde het in 2000 de derde plaats in de Vlaamse Ultratop 50. Het was een van de twintig meest verkochte singles van 2000 in Vlaanderen.
De single werd in 2007 door de D-Devils zelf gecoverd onder de titel The 6th gate 2007 en in 2014 door Gunther D onder de titel Dance with the devils, dat was uitgebracht naar aanleiding van de Belgische deelname aan het Wereldkampioenschap voetbal.
| The 6th gate in de Vlaamse Ultratop 50 - binnen: 29 juli 2000 | The 6th gate in de Vlaamse Ultratop 50 - binnen: 29 juli 2000 | The 6th gate in de Vlaamse Ultratop 50 - binnen: 29 juli 2000 | The 6th gate in de Vlaamse Ultratop 50 - binnen: 29 juli 2000 | The 6th gate in de Vlaamse Ultratop 50 - binnen: 29 juli 2000 | The 6th gate in de Vlaamse Ultratop 50 - binnen: 29 juli 2000 | The 6th gate in de Vlaamse Ultratop 50 - binnen: 29 juli 2000 | The 6th gate in de Vlaamse Ultratop 50 - binnen: 29 juli 2000 | The 6th gate in de Vlaamse Ultratop 50 - binnen: 29 juli 2000 | The 6th gate in de Vlaamse Ultratop 50 - binnen: 29 juli 2000 | The 6th gate in de Vlaamse Ultratop 50 - binnen: 29 juli 2000 | The 6th gate in de Vlaamse Ultratop 50 - binnen: 29 juli 2000 | The 6th gate in de Vlaamse Ultratop 50 - binnen: 29 juli 2000 | The 6th gate in de Vlaamse Ultratop 50 - binnen: 29 juli 2000 | The 6th gate in de Vlaamse Ultratop 50 - binnen: 29 juli 2000 | The 6th gate in de Vlaamse Ultratop 50 - binnen: 29 juli 2000 | The 6th gate in de Vlaamse Ultratop 50 - binnen: 29 juli 2000 | The 6th gate in de Vlaamse Ultratop 50 - binnen: 29 juli 2000 | The 6th gate in de Vlaamse Ultratop 50 - binnen: 29 juli 2000 | The 6th gate in de Vlaamse Ultratop 50 - binnen: 29 juli 2000 | The 6th gate in de Vlaamse Ultratop 50 - binnen: 29 juli 2000 | The 6th gate in de Vlaamse Ultratop 50 - binnen: 29 juli 2000 | The 6th gate in de Vlaamse Ultratop 50 - binnen: 29 juli 2000 | The 6th gate in de Vlaamse Ultratop 50 - binnen: 29 juli 2000 |
| Week                                                          | 1                                                             | 2                                                             | 3                                                             | 4                                                             | 5                                                             | 6                                                             | 7                                                             | 8                                                             | 9                                                             | 10                                                            | 11                                                            | 12                                                            | 13                                                            | 14                                                            | 15                                                            | 16                                                            | 17                                                            | 18                                                            | 19                                                            | 20                                                            | 21                                                            | 22                                                            |                                                               |
| ------------------------------------------------------------- | ------------------------------------------------------------- | ------------------------------------------------------------- | ------------------------------------------------------------- | ------------------------------------------------------------- | ------------------------------------------------------------- | ------------------------------------------------------------- | ------------------------------------------------------------- | ------------------------------------------------------------- | ------------------------------------------------------------- | ------------------------------------------------------------- | ------------------------------------------------------------- | ------------------------------------------------------------- | ------------------------------------------------------------- | ------------------------------------------------------------- | ------------------------------------------------------------- | ------------------------------------------------------------- | ------------------------------------------------------------- | ------------------------------------------------------------- | ------------------------------------------------------------- | ------------------------------------------------------------- | ------------------------------------------------------------- | ------------------------------------------------------------- | ------------------------------------------------------------- |
| Nummer                                                        | 39                                                            | 30                                                            | 18                                                            | 12                                                            | 8                                                             | 6                                                             | 4                                                             | 4                                                             | 3                                                             | 4                                                             | 6                                                             | 4                                                             | 6                                                             | 9                                                             | 7                                                             | 7                                                             | 10                                                            | 22                                                            | 33                                                            | 32                                                            | 39                                                            | 50                                                            | uit                                                           |

| The 6th gate in de Nederlandse Mega Top 100 - binnen: 2 september 2000 | The 6th gate in de Nederlandse Mega Top 100 - binnen: 2 september 2000 | The 6th gate in de Nederlandse Mega Top 100 - binnen: 2 september 2000 | The 6th gate in de Nederlandse Mega Top 100 - binnen: 2 september 2000 | The 6th gate in de Nederlandse Mega Top 100 - binnen: 2 september 2000 | The 6th gate in de Nederlandse Mega Top 100 - binnen: 2 september 2000 | The 6th gate in de Nederlandse Mega Top 100 - binnen: 2 september 2000 | The 6th gate in de Nederlandse Mega Top 100 - binnen: 2 september 2000 | The 6th gate in de Nederlandse Mega Top 100 - binnen: 2 september 2000 | The 6th gate in de Nederlandse Mega Top 100 - binnen: 2 september 2000 | The 6th gate in de Nederlandse Mega Top 100 - binnen: 2 september 2000 | The 6th gate in de Nederlandse Mega Top 100 - binnen: 2 september 2000 | The 6th gate in de Nederlandse Mega Top 100 - binnen: 2 september 2000 | The 6th gate in de Nederlandse Mega Top 100 - binnen: 2 september 2000 | The 6th gate in de Nederlandse Mega Top 100 - binnen: 2 september 2000 | The 6th gate in de Nederlandse Mega Top 100 - binnen: 2 september 2000 | The 6th gate in de Nederlandse Mega Top 100 - binnen: 2 september 2000 | The 6th gate in de Nederlandse Mega Top 100 - binnen: 2 september 2000 | The 6th gate in de Nederlandse Mega Top 100 - binnen: 2 september 2000 | The 6th gate in de Nederlandse Mega Top 100 - binnen: 2 september 2000 | The 6th gate in de Nederlandse Mega Top 100 - binnen: 2 september 2000 | The 6th gate in de Nederlandse Mega Top 100 - binnen: 2 september 2000 | The 6th gate in de Nederlandse Mega Top 100 - binnen: 2 september 2000 | The 6th gate in de Nederlandse Mega Top 100 - binnen: 2 september 2000 |
| Week                                                                   | 1                                                                      | 2                                                                      | 3                                                                      | 4                                                                      | 5                                                                      | 6                                                                      | 7                                                                      | 8                                                                      | 9                                                                      | 10                                                                     | 11                                                                     | 12                                                                     | 13                                                                     | 14                                                                     | 15                                                                     | 16                                                                     | 17                                                                     | 18                                                                     | 19                                                                     | 20                                                                     | 21                                                                     | 22                                                                     |                                                                        |
| ---------------------------------------------------------------------- | ---------------------------------------------------------------------- | ---------------------------------------------------------------------- | ---------------------------------------------------------------------- | ---------------------------------------------------------------------- | ---------------------------------------------------------------------- | ---------------------------------------------------------------------- | ---------------------------------------------------------------------- | ---------------------------------------------------------------------- | ---------------------------------------------------------------------- | ---------------------------------------------------------------------- | ---------------------------------------------------------------------- | ---------------------------------------------------------------------- | ---------------------------------------------------------------------- | ---------------------------------------------------------------------- | ---------------------------------------------------------------------- | ---------------------------------------------------------------------- | ---------------------------------------------------------------------- | ---------------------------------------------------------------------- | ---------------------------------------------------------------------- | ---------------------------------------------------------------------- | ---------------------------------------------------------------------- | ---------------------------------------------------------------------- | ---------------------------------------------------------------------- |
| Nummer                                                                 | 69                                                                     | 52                                                                     | 38                                                                     | 34                                                                     | 33                                                                     | 34                                                                     | 34                                                                     | 33                                                                     | 38                                                                     | 36                                                                     | 27                                                                     | 37                                                                     | 39                                                                     | 38                                                                     | 36                                                                     | 34                                                                     | 32                                                                     | 38                                                                     | 40                                                                     | 50                                                                     | 52                                                                     | 61                                                                     | uit                                                                    |